# قطبية ثنائية
القطبية الثنائية هو النظام الذي ميز العلاقات الدولية بعد الحرب العالمية الثانية من 1945، إلى غاية نهاية الحرب الباردة 1989، وتميز هذا النظام ببروز قطبين متصارعين على فرض هيمنتهما ونفوذهما على العالم هما: الولايات المتحدة الأمريكية وفي الجهة المقابلة الاتحاد السوفياتي .
لنظام ثنائي القطبية نموذجين الأول يتصف بنظام القطبية الثنائية المرن والآخر نظام القطبية الثنائية الجامد (المحكم)..
الاختلاف بينهما أن الأطراف العالمية في الأول المرن تسعى لتقليل عدم الانسجام بين التكتل وتحرص على تعبئة الدول الأعضاء غير المرتبطة بكتلة لمواجهة أي انحراف خطير..
أما الثاني المحكم :فيه الأطراف غير الأعضاء والاطراف الدولية قد تختفي أو يخف دورها وتصبح بلا فعالية ..فهنا لايوجد طرف يقوم بدور توسطي أو أدماجي ..
الأمر الذي يحافظ على بقاء درجة عالية من التوتر في النظام ...